# زیدریک
زیدریک (به هلندی: Zederik) یک شهرستان در هلند است که در هلند جنوبی واقع شده‌است. زیدریک ۰ متر بالاتر از سطح دریا واقع شده‌است.